# Fiat 500L
Fiat 500L — мікровен італійської компанії Fiat, що розроблений не на основі Fiat Panda, як Fiat 500, а на платформі Fiat Punto. L означає великий (Large).

## Опис

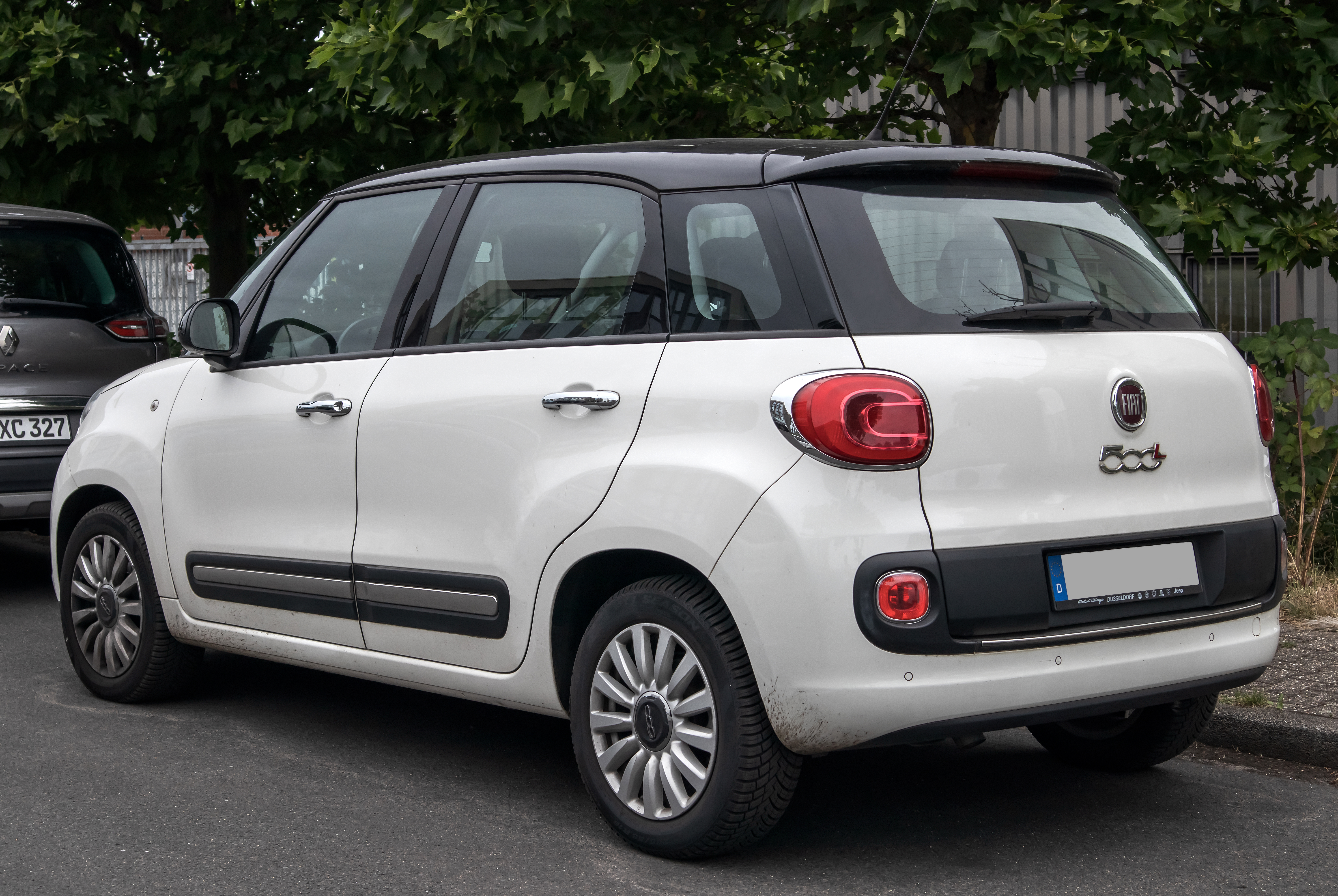
Fiat 500L

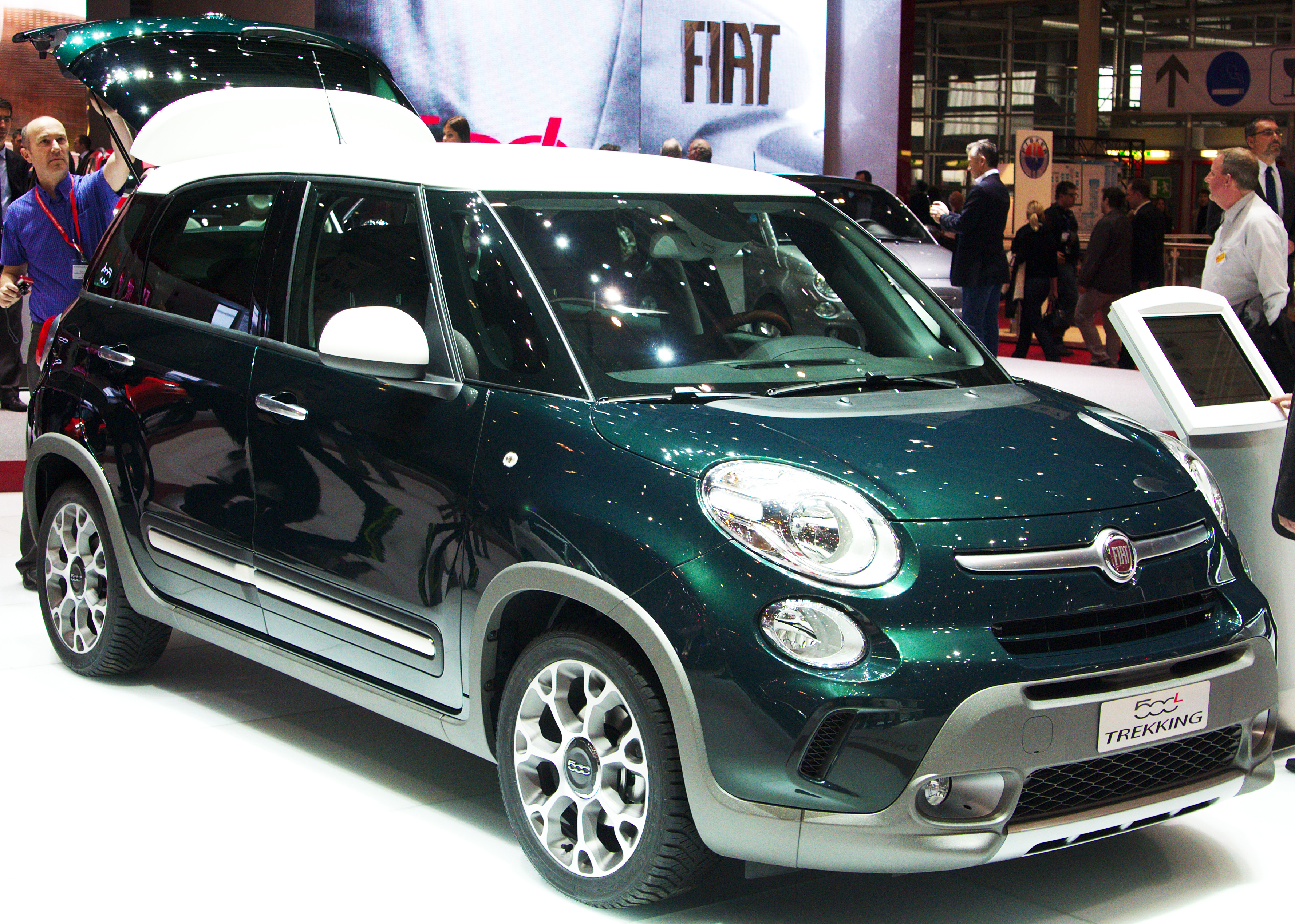
Fiat 500L Trekking

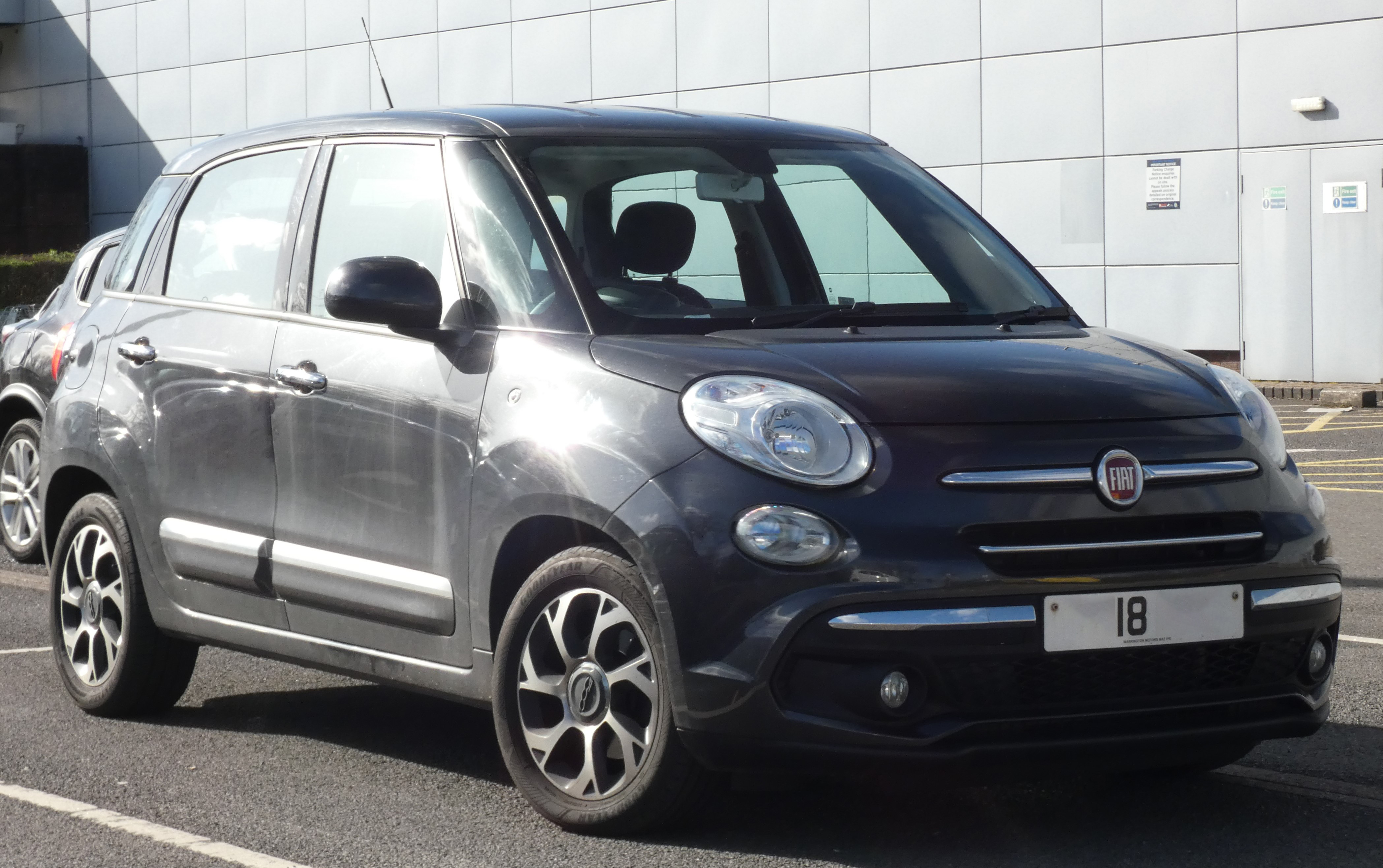
Рестайлінг

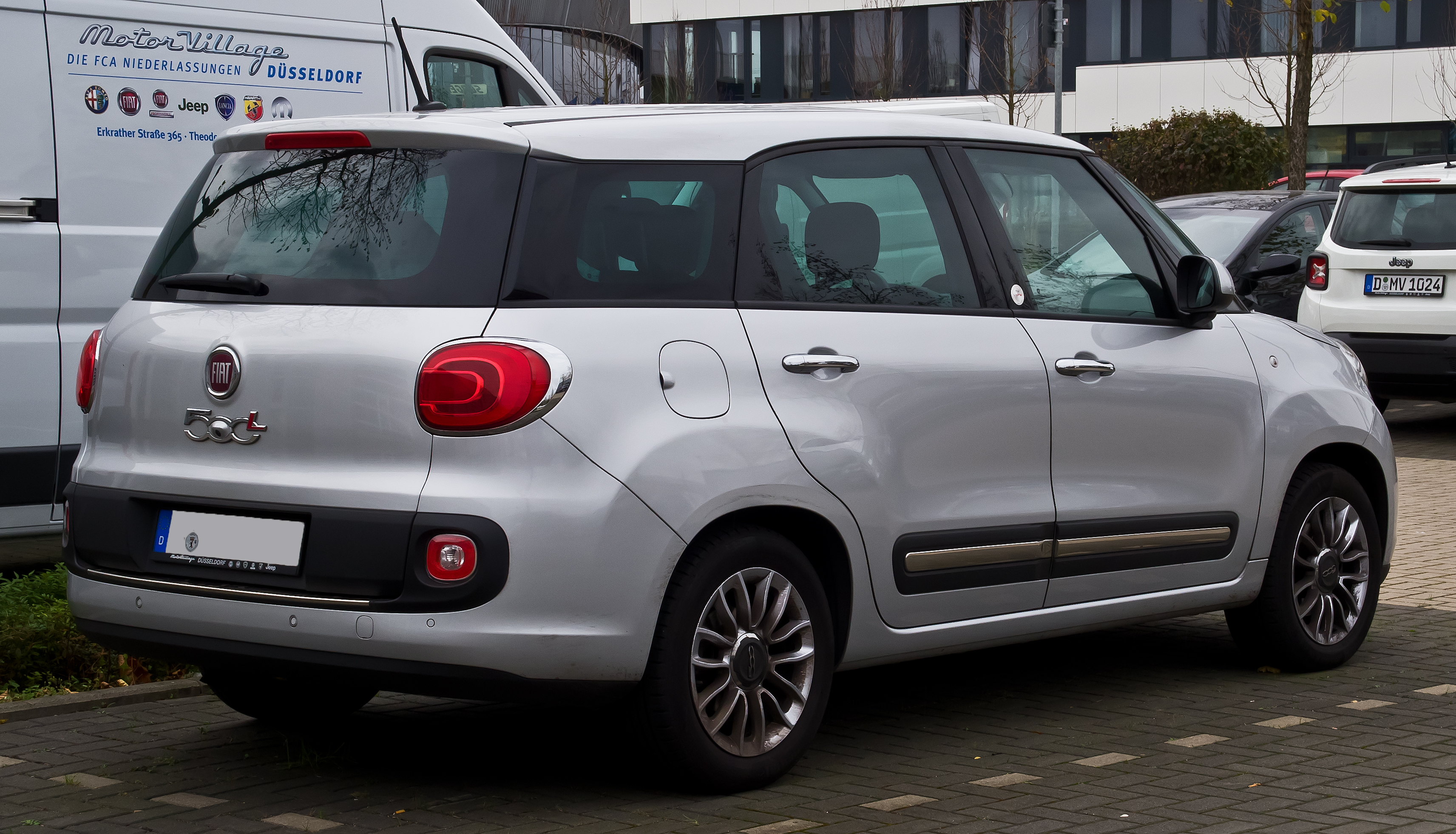
Fiat 500L Living

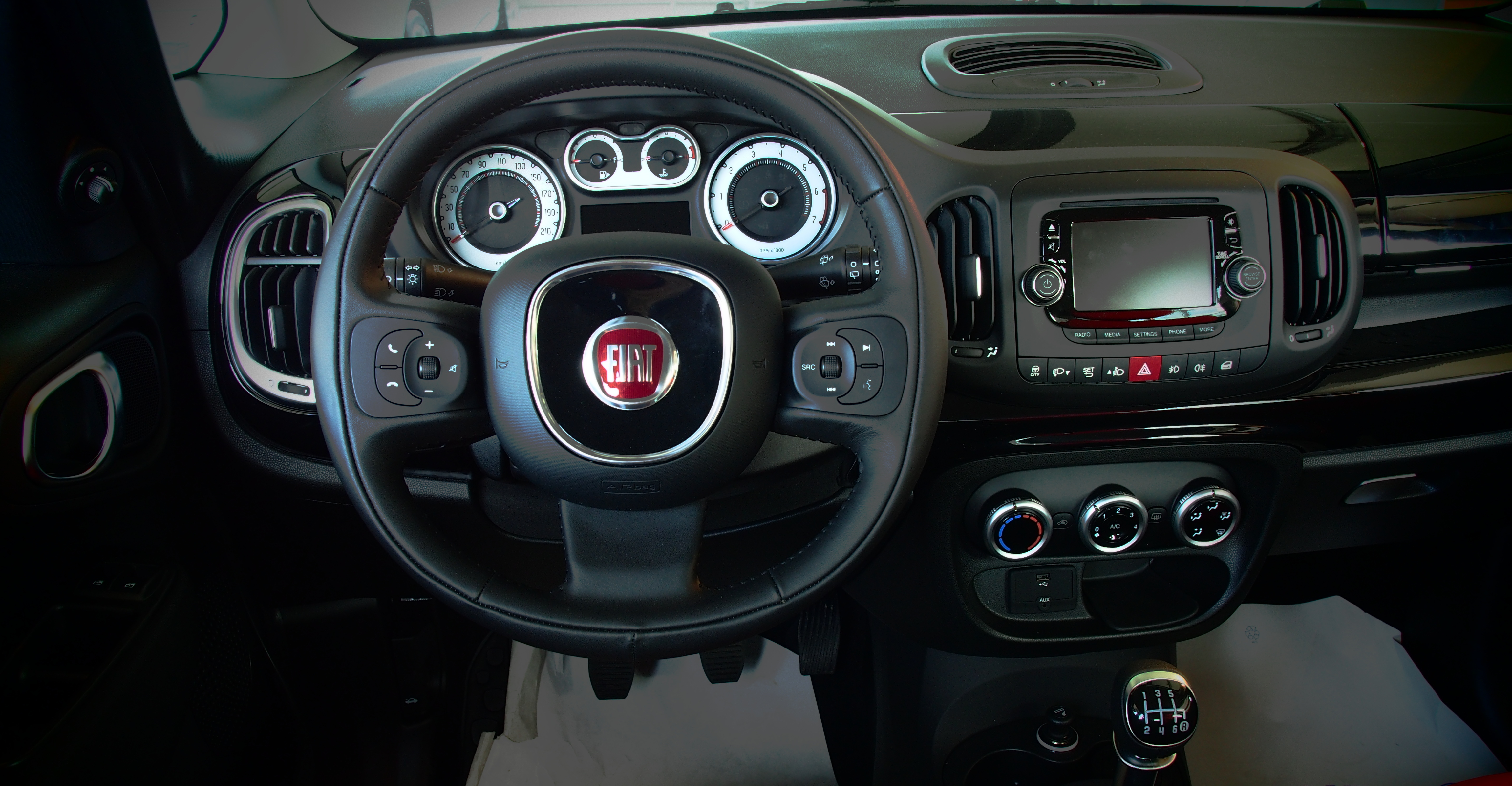
Салон

Автомобіль прийшов на заміну Fiat Idea і складає конкуренцію Citroën C3 Picasso та Ford B-Max. Дизайн автомобіля створений на основі Fiat 500, як наступник історичного Fiat Nuova 500 Giardiniera. 
500L (L означає «Large» - «великий») на 594 мм довший, а також не набагато ширший і вищий за звичайний Fiat 500; і ненабагато більший за Fiat Idea. За основу платформи автомобіля була взята американська версія платформи GM Fiat Small.
На ринок Європи модель вийшла 20 жовтня 2012 року. Спочатку автомобіль комплектувався відомим по інших моделях Fiat 0,9-літровим двоциліндровим бензиновим двигуном Fiat Twin-Air потужністю 85 та 105 к.с., 1,4-літровим чотирициліндровим бензиновим двигуном потужністю 95 к.с. і 1,3-літровим дизельним двигуном JTD потужністю 85 к.с. У січні 2013 року в моторну лінійку доданий 1,6-літровий дизель JTD потужністю 105 к.с. Офіційний дебют моделі відбувся на Женевському автосалоні 6 березня 2012 року.
Виробництво відбувається на заводі Застава в Крагуєвац, Сербія, хоча спочатку збірку планували на заводі Мірафіорі; проте через погані робочі відносин збірку вирішили перенести.
Fiat 500L у 2016 році доступний у кількох комплектаціях: Pop, Easy, Trekking, Urbana та Lounge. Найдешевша комплектація Pop обладнана: кондиціонером, круїз-контролем, та базовою системою телематики Uconnect, із 5-дюймовим сенсорним екраном, Bluetooth потоковою передачею аудіо, функцією читання текстових повідомлень, системою AM/FM/CD-плеєр з 6-ма динаміками та роз’ємами USB/auxiliary. У комплектації Easy додані: 16-дюймові легко сплавні диски, шкіряне кермо та преміум аудіо-система, потужністю 520 Ватт. Trekking-комплектація включає: 17-дюймові колеса та оформлення салону у 2-х тонах. Наступна, тонована версія Urbana отримала систему BeatsAudio, в той час, як топова комплектація Lounge обладнана: 6-ступеневою автоматичною трансмісією, шкіряними сидіннями (з підігрівом попереду), та дзеркалом заднього огляду із функцією автоматичного затемнення.

### Оновлення 2017 року
У 2017 році всі моделі отримали дещо оновлений зовнішній стиль, а також вдосконалення інтер'єру, включаючи кольоровий TFT-екран приладової панелі, розташований по центру приладової панелі, який замінив попередній монохромний РК-екран приладової панелі.
Нова інформаційно-розважальна система Uconnect 4C 7.0 замінює системи Uconnect 3 5.0BT та Uconnect 3C 6.5N. Нова система включає радіоприймач AM-FM із системою радіоданих (RDS) та супутникове радіо SiriusXM.
Варіанти двигуна та трансмісії включають 6-ступінчасту механічну коробку передач або 6-ступінчасту автоматичну Aisin, остання з яких є єдиною коробкою передач для північноамериканського ринку.
Після рестайлінгу семимісна модель була перейменована на 500L Wagon (зокрема в Ірландії та Великій Британії, де моделі до рестайлінгу мали іншу назву, ніж будь-де).  
Fiat 500L Trekking (Fiat 500L Weekend у Франції) був перейменований на Fiat 500L Cross Look (Fiat 500L Cross у Франції, а пізніше Fiat 500L City Cross, а потім просто 500L).

### Припинення виробництва
7-місний 500L було знято з виробництва у 2021 році. Він залишив деякі основні експортні ринки за кілька років до цього (Велика Британія в середині 2018 року, Франція в кінці 2019 року).

### Маркетинг
Для американської презентації 500L компанія Fiat запустила рекламний ролик, створений компанією Doner, знятий в Олд-Салемі, Північна Кароліна, у головній ролі знявся Брайс Пінкхем. У рекламі під назвою «Італійське вторгнення» Пол Рівір помітив італійське, а не британське вторгнення.
Для запуску 500L Trekking у 2013 році, Fiat транслював рекламний ролик агентства Leo Burnett, що рекламував його придатність для щоденних пригод.
Моделі Fiat 500L використовувалися італійською командою на зимових Олімпійських іграх у Сочі 2014 року.
FCA передала вісім темно-сірих автомобілів 500L для візиту Папи Франциска до Сполучених Штатів у 2015 році, на двох з яких Папа їхав. Після обслуговування Папи автомобілі були передані організаціям, що брали участь у візиті Папи, включаючи архієпархії Вашингтона, Філадельфії та Нью-Йорка.

## Двигуни
Бензинові
- 0.9 л TwinAir Turbo Р2
- 0.9 л TwinAir Turbo Р2
- 1.4 л Fire Р4
- 1.4 л Fire Turbojet Р4
- 1.4 л Multiair Turbo Р4

Дизельні
- 1.3 л MultiJet II Р4
- 1.6 л Multijet Р4